# Vicenç Ballestar
Vicente Badalona Ballestar (Barcelona, 1929 – Barcelona, 7 de julio de 2014) fue un pintor y escritor español.

## Biografía

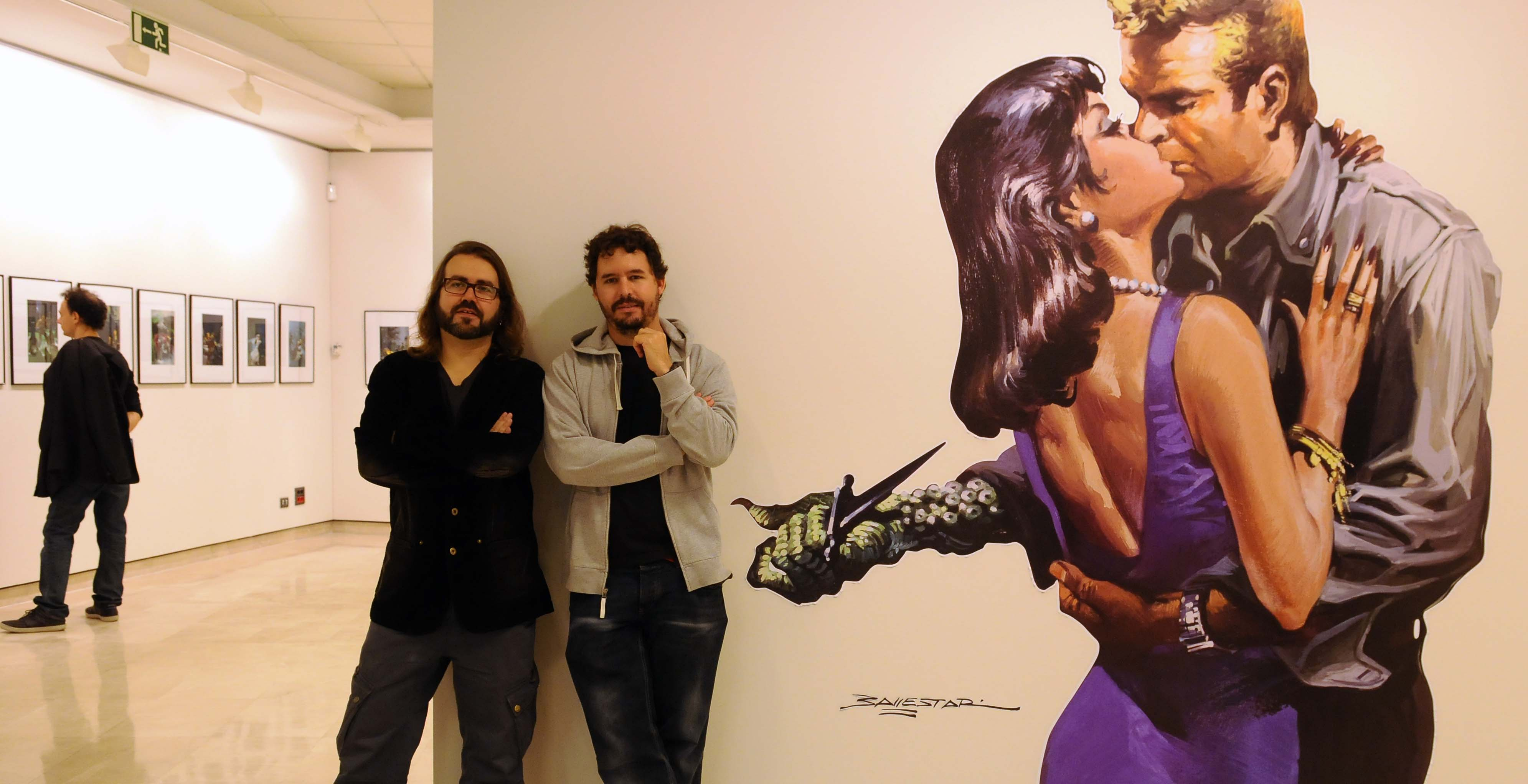
Trabajo de Vicente B. Ballestar (derecha) en la exposición "Pulp Visions" de la Casa de Cultura de Okendo

Vicente Badalona Ballestar estudió en la Escuela de la Lonja y en la Academia Baixas en Barcelona. Entre sus trabajos más conocidos, figuran sus títulos inspirados en una serie alemana de Dime novel llamada John Sinclair. También creó numerosos diseños e ilustraciones, incluso para la exitosa serie occidental GF Unger, otro sello editorial de la editorial alemana "Bastei Lübbe". En 1988 una de sus pinturas fue aceptada en el Museo de la Ciudad de Nimes, y que suele ser exhibida en ciudad como Madrid, Barcelona, Ceret y Collioure.
Como muchos otros artistas españoles, sus obras fueron admiradas al principio en exposiciones colectivas en España e Italia. Además del alemán "Bastei-Verlag", trabajó también para las editoriales Hale, Cleveland, Semic, Senic y Winther y, además, Ballestar ha publicado como autor numerosos libros de texto sobre pintura. 
Como artista, está representado con carteles en la colección del  Donau / Bund Österreichischer Gebrauchsgraphiker . En 1977, Ballestar fue nombrado presidente honorario de la Agrupació d'Aquarel·les de Catalunya
Murió el 7 de julio de 2014 y fue incinerado en el Tanatorio Sancho de Ávila de Barcelona. 

## Literatura
- Figura al pastel (Parramón, 1994)
- Animales domésticos a la acuarela (Parramón, 1994)
- Figura a la acuarela (Parramón, 1996)
- Atlas ilustrado guía práctica de dibujo (Susaeta Ediciones, 2011)

## Premios y distinciones
- Medalla de Oro de la Associació d'Aquarel·les de Catalunya (1998)
- Premio Ulpiano Checa de Caja Madrid (2006)
- Premio de la III Internacional Biennal d'Aquarel·la Ateneo Jovellanos (Gijón) (2008)[5]